# میشینوواتس
میشینوواتس (به صربی: Mišljenovac) یک منطقهٔ مسکونی در صربستان است که در کوچوو واقع شده‌است. میشینوواتس ۴۶۵ نفر جمعیت دارد.